# Dimitris Kourbelis
Dimitris Kourbelis (en hebreo: Δημήτρης Κουρμπέλης‎; Arcadia, 2 de noviembre de 1993) es un futbolista griego que juega en la demarcación de defensa para el Khaleej Club de la Liga Profesional Saudí.

## Selección nacional
Tras jugar en la selección de fútbol sub-19 de Grecia, en la sub-20 y en la sub-21, finalmente hizo su debut con la selección absoluta el 9 de junio de 2017 en un partido de clasificación para la Copa Mundial de Fútbol de 2018 contra Bosnia y Herzegovina que finalizó con un resultado de empate a cero.

## Clubes
| Club                            | País           | Año       | Partidos | Goles |
| ------------------------------- | -------------- | --------- | -------- | ----- |
| Asteras Tripoli F. C.           | Grecia         | 2011-2016 | 131      | 3     |
| Panathinaikos F. C.             | Grecia         | 2016-2023 | 174      | 8     |
| Trabzonspor                     | Turquía        | 2023-2024 | 6        | 0     |
| Fatih Karagümrük S. K. (cedido) | Turquía        | 2024      | 16       | 0     |
| Khaleej Club                    | Arabia Saudita | 2024-     | 20       | 2     |

## Palmarés

### Títulos nacionales
| Título         | Club                | País   | Año  |
| -------------- | ------------------- | ------ | ---- |
| Copa de Grecia | Panathinaikos F. C. | Grecia | 2022 |